# 六四事件中的山西省
1989年春夏之交，中华人民共和国爆发全国性抗议运动，史称六四事件或八九民运，中国官方称1989年春夏之交的政治风波。期间山西省各地也有抗议、游行、罢课、集会及其他政治表达行为。这些活动多由学生、工人主导，也包含市民等群体发起，乃至有體制內人士參與，与全国范围内的抗议相呼应。其中，最大規模的示威發生在省会太原，雁北、临汾、侯马、长治、朔州、忻州、运城、阳泉、平定、吕梁等县市均有不同程度的响应。

## 4月
胡耀邦死后，到4月20日山西出现高校學生貼大字報，聲援北京學生的事件。四二六社論发表后，学生游行在太原出現。在4月29日北京學生與袁木对话失敗后，地方政府給中央政府的報告說太原的抗议活动于4月30日变得更加難以控制。

## 5月
5月4日凌晨到上午，山西大学、礦業學院、财经学院、太原工业学院等五校逾千名学生在五一广场集合后，到山西省政府静坐，要求与省领导对话。他們的橫幅和口號有「打倒官倒，打倒腐敗」、「要民主、要自由」等。经谈判交涉后，于中午返回学校。在5月4日北京学生领袖发表声明后，全国各地的大多数学生返回了课堂，但在太原市，许多学生仍在抗议太原市官员的言论，自5月4日凌晨开始，太原市每天均有学生上街游行。
5月6日，山西大學上千學生遊行到山西省政府，要求其承認5月4日的遊行是合法的。5月8日上午，山西省政府秘书长与学生对话。有学生游行后滞留在山西省政府门前，包括山西大學、礦業學院、太原工業大學、醫學院等7所高校的1800多名学生。當晚，學生因不滿上午舉行的對話，由電視錄影剪輯後始予播出，紛紛上街示威，隨後更多院校學生加入行列，在省政府前過夜靜坐抗議。
5月9日清晨，昨晚滯留在山西省政府前的學生打着“民主万岁”、“惩治官倒”的横幅沿太原市主要街道游行，并到五一广場靜坐，此后学生陆续返校。下午，山西财经学院五六百名学生上街游行，并到省政府门口静坐了1个多小时后散去。晚上，山西矿冶学院1500名学生上街游行，要求省政府领导接见，在山西省政府办公室周圍，要求与山西省省長王森浩對話。他們对5月8日的对话不满，认为规格太低。部分学生试图进入山西省委、省政府大院请愿。示威者一度將山西省政府的中國五星國旗降下，並升上白底紅字的自製旗幟。学生上街游行呼喊的口号主要是打倒“官倒”，“要民主，要自由”等。
5月10日，山西大学出现由5所高校所组成的“学生联合自治会”的紧急通告，宣布各校开始总罢课，组织学生上街游行。当日上午，山西省国际经济技术合作洽谈会、省进出口商品展销会和省第二届民间艺术节（“兩會一節”）在迎泽大街迎泽宾馆开幕。上午八时半至下午四时，山西大学、财经学院、矿业学院、太原工业大学等七八所院校的4000多名学生举着“省府大楼天下第一，人民生活倒数第二”“打倒腐敗”等横幅上街游行，还有人打出“打倒贪官，振兴山西”的横幅。他们呼喊“振兴山西、救救山西”，“打倒官倒”等口号，冲破了三道警戒线，阻斷了藝術節的文藝表演隊伍，分别到山西省委省政府和迎泽宾馆院内示威、靜坐，并从东西方向同时冲击省政府，要求同省委、省政府领导对话,吸引數萬民眾圍觀。。
示威者迫使国际经济技术合作洽谈会、进出口商品交易会和民间艺术节的开幕式中斷，聚集人数據估计有20000人。学生的口号引起了周圍人的兴趣，但也引来一些客商的不满。一些客商认为学生是“是愚蠢行为”、“将给山西的经济造成很大的损失”。也有客商对省政府领导人不满意，指有领导人脱下西服坐车逃走，“把请来的客人丢下不管，也不劝阻学生”，还有人感到太原不安全。学生们再次要求与王森浩见面，並來到省政府外，並三次試圖進入省政府。當晚，由於学生们獲知他們將可以和山西省領導對話，於是學生們回到了校园。
5月11日上午，山西大学、山西医学院、太原工业大学、太原重型机械学院、山西经济管理学院、太原电力专科学校、中医学院等十所高校和二所中專近萬名学生，打着“党啊！还让不让人民活”的横幅上街游行，并到山西省政府静坐，要求与省长对话。有人摘掉省委、省政府的牌子，并冲击大门。有人向武警扔擲饅頭、標語牌。公安警察坚决阻拦，学生未能冲进。省委、省政府办公厅负责人出面与学生对话。下午三时许学生陆续散去。公安指抓获8名“鼓动学生冲击省委的社会青年”。至晚上，太原还有五、六百名学生在街上游行。
5月13日上午，太原机械学院，山西大学、经济管理学院2000多名学生上街游行到山西省政府请愿。山西省政府办公厅副秘书长与学生进行了对话，明确答复学生省领导将于15日同学生召开座谈会。下午二时许学生陆续返校。5月15日，太原、临汾、榆次、太谷等地、市所在地的等21所高校学生近10000人，分别步行、乘汽车、火车聚集到太原市，游行到省政府门前和五一广场。太原重機學院、山西大學等24所大中專院校萬餘名學生,陸續前往山西省政府和太原市政府前靜坐、演講,並遞交「請願書」。 学生呼喊的口号是“声援北京学生”、“打倒官倒”、“打倒腐败”、“要求对话”、“强我中华、兴我教育”等。王森浩和其他官员会见了33名学生代表。學生們认为修建豪華的新政府大楼是在浪费金錢。王森浩同意与学生进行更多对话，下午五时游行结束。當晚的示威游行因此取消。
期间，山西大學、師範大學、財經學院、醫學院、礦業學院、經濟管理學院、太原工業大學均有學生成立該校的“自治會”或“自治籌委會”。太原機械學院有人成立“五一五組委會”。山西大學有教師成立「教師聲援團」。山西財經學院、山西醫學院有人成立該校名義的“敢死隊”。亦有學生成立「太原重型機械學院協調站」、「太原師專愛國會」、「太原師專非常愛國顧問」等組織，還有各校聯合性的「省城部分高校自治會」。太原的市民和工人亦先后成立「省城工人自治會」、「雞毛撣子隊」等支持示威的组织。在運城，有人成立「運城青年愛國聯合會」，運城大學的學生成立了「運城大學學生自治聯合會」，并以熊剛為主席。
5月16日，雁北师范专科学校一千多名学生以罢餐的方式示威。5月16日，山西财经学院、工业经济学院、化工学院、电力学院等五所院校1300多名学生，加上作家、科技人員、高校教師和群衆共近萬人上街游行到省政府前聲援絕食學生。其中有200多人在山西省政府和太原市政府静坐绝食，声援北京绝食学生。
5月17日，32所大专院校的12000名学生上街游行声援北京学生绝食。下午到晚上，有学生和示威群衆冲击太原市政府和山西省政府。有人攻擊公安幹警。衝突造成8人重傷,87人輕傷。自16日绝食的200多名学生仍继续绝食。并有800名大学生进京声援北京学生。太原部分作家联合发表声明，公开声援学生。當日，在榆次的晉中師專、晉中財貿、山西紡織工業等校亦有2000多名師生遊行請願。
5月18日，继续有学生强行乘车到北京。山西全省共有119所学校和单位约50000名学生、工人、群众上街游行，当中包括新闻界、文艺界、出版部门、研究所、工会等单位的工作人员（公安局统计）。大同、临汾、忻州、运城、吕梁、侯马、长治、朔州、晋中、雁北、阳泉、平定等地、市共36所学校15000余人上街游行。例如5月17日至19日,吕梁离石城区单位的工作人员和大中专院校的学生中支持北京学运的人连续3天上街游行示威,张贴标语,呼喊口号,进行演讲,声援北京和省城绝食学生。
当天上午，太原有20多所院校16000多名学生上街游行。示威者人数约有30000人。山西大学学生由一支50多人的乐队开路，几十个人抬着一个15米长用白布裹着的死人模型游行。大约有230名绝食者進行连续第三天的絕食抗議，有58名学生晕倒并得到及时抢救。山西省政府大楼周圍發生暴力事件，有人向警察投掷砖头，導致80多名警察和8名示威者受傷。有大约有60人被捕。当晚，超过13万游行者在街上高呼反對中共中央軍委主席邓小平和中國國家主席杨尚昆的口号。
5月19日，各地继续有人上街游行。太原100余名学生绝食进入第四天。凌晨三时许，官方指“100多名不法分子在省政府门前拦截了22辆过往汽车和拖拉机，将车上拉的白菜、牛奶往绝食学生中扔去，并砸坏一些车辆的玻璃”。公安机关当即赶赴现场进行制止，抓获67名参与者。
北京宣布戒严后，5月22日上午，太原20所高校二万多名学生胸戴白花，抬着花圈上街游行。并在五一广场设立灵堂，播放哀乐，宣称“为北京死难学生开追悼会”。晚上，太原基建学院400多名学生要强行登388次列车到北京，因为铁路方不让其上车引起不满，有三十多人卧轨拦截列车，不让发车。卧轨的学生经劝说离去，有四百多名学生乘车进京。
为應對北京宣布的戒严令，学生们在5月20-22日成立了宣传队，尝试从太原工人那里获得更多援助。5月22日早7时至晚6时，近万名高校学生前往太原钢铁集团演讲，鼓动工人罢工，学生围住太钢的东门和南门。并有学生进入厂区，1000名学生进到三钢一高炉、一钢、二轧、炼铁厂、二钢厂区，呼喊口号，散发传单，少数学生到单身工人宿舍住地鼓动工人罢工。厂内一些青工和近年毕业的大学生表示支持，但绝大多数工人以“太钢是承包企业，罢了工没有收入”为由拒绝。太钢的六个厂区门口被学生围堵十小时之久，厂区周围秩序混乱，严重影响太钢职工上班和生产运输车辆的运行。学生离开时有人指“今天不成功，明天分小股到工人中间去。找省委不行，只有把太钢工人发动起来，省委才着急”。太钢公司党委在事后召开干部会议，要求职工坚守岗位，并有1500余名工人参加的护厂队巡逻并连清理现场。。
5月24日，山西大学、太原工大、医学院等高校百余名学生到太钢、太原化肥厂等工厂活动，未能进入厂区。學生繼續在农贸市场、十字路口演讲。山西省委党校、山西大学教职工组成500人的自行车队，进入山西省人大机关院内进行演讲。5月25日晚八时，太原钢铁公司一千多名工人上街游行，要求李鹏辞职。这是自学潮以来太原工人首次走上街头。游行队伍的横幅写着“支持学生的爱国运动”。在山西大学、山西经济管理学院、山西农业大学数百名学生支持下，工人队伍来到五一广场，发表了“声援学生宣言”。
5月29日上午，山西大学学生自治会在校内主楼前召开“反思与定向辩论会”。有学生认为运动到了低潮，在策略上应由明转暗，“积蓄力量，待机再起”，也有人认为“现在不是低潮而是高潮”，应继续坚持下去。学生自治会宣传部广播了“省高联”的决定：次日下午在学校主楼前举行撤离告别仪式，并于31日正式复课。5月30日下午，山西大学、晋中师专、山西矿业学院、山西煤大、山西经管学院等八所高校的千余名学生聚在五一广场演讲后，游行到山西省政府门口，呼喊“纪念五卅”等口号，抗议太原钢铁公司公安处逮捕29日参加游行的工人。经管学院学生将高音喇叭安放在一出租汽车上沿途广播。约下午五时，游行学生离开山西省政府门口去太钢，尾随围观群众约一千多人。学生七时许散去，分头拦截汽车返校。

## 6月
为抗議6月4日中共在北京的清場行动，6月4日，太原4所高校近千名学生上街游行，呼喊“中国人民站起来”、“暴力镇压、含笑流血”、“打倒李鹏”等口号，要求“討回公道”。
6月5日，太原7所高校约五万多名师生市民打着旗帜，抬着花圈游行，并在五一广场召开追悼会，呼喊“绞死李鹏”、“绞死邓小平”、“绞死杨尚昆”等口号。太原机械学院等校有学生抢占校广播室播放北京的报道。太原機械學院有人成立「六四自治會常委會」。当天，太原公安抓獲兩名張貼反共標語傳單的人士。6月6日，约1000余名学生在太原继续上街游行、约五千名左右学生离校回家。
6月7日，一些高校仍有大小字报出现。约三分之二高校学生离校回家。仍然有学生在太原市区主要街道散发传单。一张署名“太原市全体学生”的《紧急呼吁》传单称：“站起来，反对血腥镇压，与邓小平、李鹏反党集团进行斗争”，“全国动兵力，杀进北京城，消灭27，绞死李、邓、杨。快！快！快！”。当天，霍縣公安抓獲民運分子、山東石油大學學生王金亮，指其罪名为“造謠”。
6月8日，各高校发出要求学生返校的“致家长的一封信”。据当局统计，太原全市在校学生总数不足三分之一。山西大学6000多名学生只有900余人在校；山西财经学院2700名学生在校的近800名；太原工业大学5500名学生只有近2000人在校；山西医学院2900名学生中有1200名在校。6月9日，沁水縣公安抓獲搞串聯活動的民運分子、長治農校學生徐建斌。10日，又抓獲散發反共傳單的山西師大學生李永勝。

## 后续
山西的示威逐渐平定后，山西的党政机关和司法执法机关，开始对部分曾经参与示威的人士进行相应的追究或处理。
6月11日，晉城市公安在板橋車站抓獲公安部通緝的北京民運人士姚軍民。6月13日,太原市公安局發出第一號通告,取締 「省城部分高校自治（籌）會」、「省城工人自治會」、「山西大學學生自治籌委會」、「太原工業大學學生自治會」、「山西財經學院學生自治會」和「敢死隊」等組織,並限期十日內到公安機關登記。太原市公安局通過宣傳,設立舉報電話、舉報站等，發動群眾檢舉、揭發“製造動亂、暴亂分子”。
6月14日，五台縣公安局捕獲北京工自聯骨幹分子白松生、李偉。18日，山西醫學院兩名「敢死隊」成員到公安部門登記。6月19日，太原公安北城分局抓獲王建國等六名“打砸汽車”的示威者。6月21日，山西日報报道太原市公安查獲「雞毛撣子隊」19名领袖和骨幹分子，亦收審了參加民運組織、發表反共演講的山西大學政治學系副主任、副教授王新龍和煤炭管理幹部學院講師葛湖。6月22日，太原市公安局對多次進行“反革命宣傳煽動”的郭承東、丁俊澤 、胡踐發出通緝令。
自6月14日起到24日，有一百餘名民運組織骨幹和示威者相繼到公安機關登記。6月29日，山西省交通廳公安處透露，近二十天內破獲13個“流竄犯罪團伙”，逮捕173人。官方数据指全晋共取締“各種非法組織”9個；16名“非法組織成員”到公安機關登記或自首；拘捕“各類動亂分子”218名。民运人士北明在中国之春杂志中发表的《山西：一个更为黑暗的中国》一文中披露了山西民运人士遭到逮捕、判刑的情况，并且认为“山西，比之北京，是一个更黑暗的王国，在那儿，民运人士判刑之重，全国罕见，受刑之苦，令人发指”。
6月29日，太原市南城區人民法院判處5月19日在太原市大南門攔截車輛的示威者王志榮有期徒刑三年，王文堂、趙雲有期徒刑各兩年。六四事件后，山西醫學院講師姚虎賢、山西大學副教授丁俊澤、王新龍，因參與示威被以“反革命宣傳煽動罪”分别判刑6年、12年和8年。山西煤礦管理幹部學院講師葛湖，亦因參與民運被以“反革命宣傳煽動罪”判刑8年。太原鋼鐵公司工人李福發因組織工人遊行聲援學生，被判刑7年。洪洞县農民秦懷慶、太原鋼鐵公司保衛幹部李樹平，因張貼关于北京清场的傳單，或“打倒共產黨”標語，亦被以“反革命宣傳煽動罪”判刑。
7月2日，晉城市公安指其抓獲四名由河南逃來的持槍民运支持者。8月24日，山西日報报道忻州地區公安與定襄縣公安局破獲了一起四人散發反共傳單案，收審了侯宇新、蔚未平、馬永珍等三人。另外大寧縣一中老師劉貴平在六四后，因不滿寫大字報，被判緩刑2年。《海南經濟報》駐山西記者站站長尹進，在北京清场后起草並徵集了多人簽名致全國人大血書，要求撤銷李鵬總理職務，并曾散發小字報、傳單,“煽動”學生靜坐絕食。8月16日，海南經濟報社宣布撤銷尹進所任該報山西記者站負責人的職務。此后尹進被勞教3年。太原市煤氣化公司幼稚園教師孫麗豔，因遊行時領頭呼喊口號被以“擾亂社會治安”勞教2年。

## 另見
- 六四事件
- 1989年中華人民共和國抗議地區列表